# ألبرت بورتر (عالم عقيدة)
ألبرت بورتر (بالإنجليزية: Ebenezer Porter) هو عالم عقيدة أمريكي، ولد في 5 مايو 1772، وتوفي في 8 أبريل 1834 في Andover, Massachusetts ‏ في الولايات المتحدة.